# Герб комуни Євле
Герб комуни Євле (швед. Gävle kommunvapen) — символ шведської адміністративно-територіальної одиниці місцевого самоврядування комуни Євле. 

## Історія
Від XVI століття Євле використовувало герб з сиглем «G». Однак коли 1940 року цей герб було подано на затвердження, то отримано відмову, оскільки вирішили, що недоцільно вживати герб з літерою. Тому для міста розробили новий символ. 

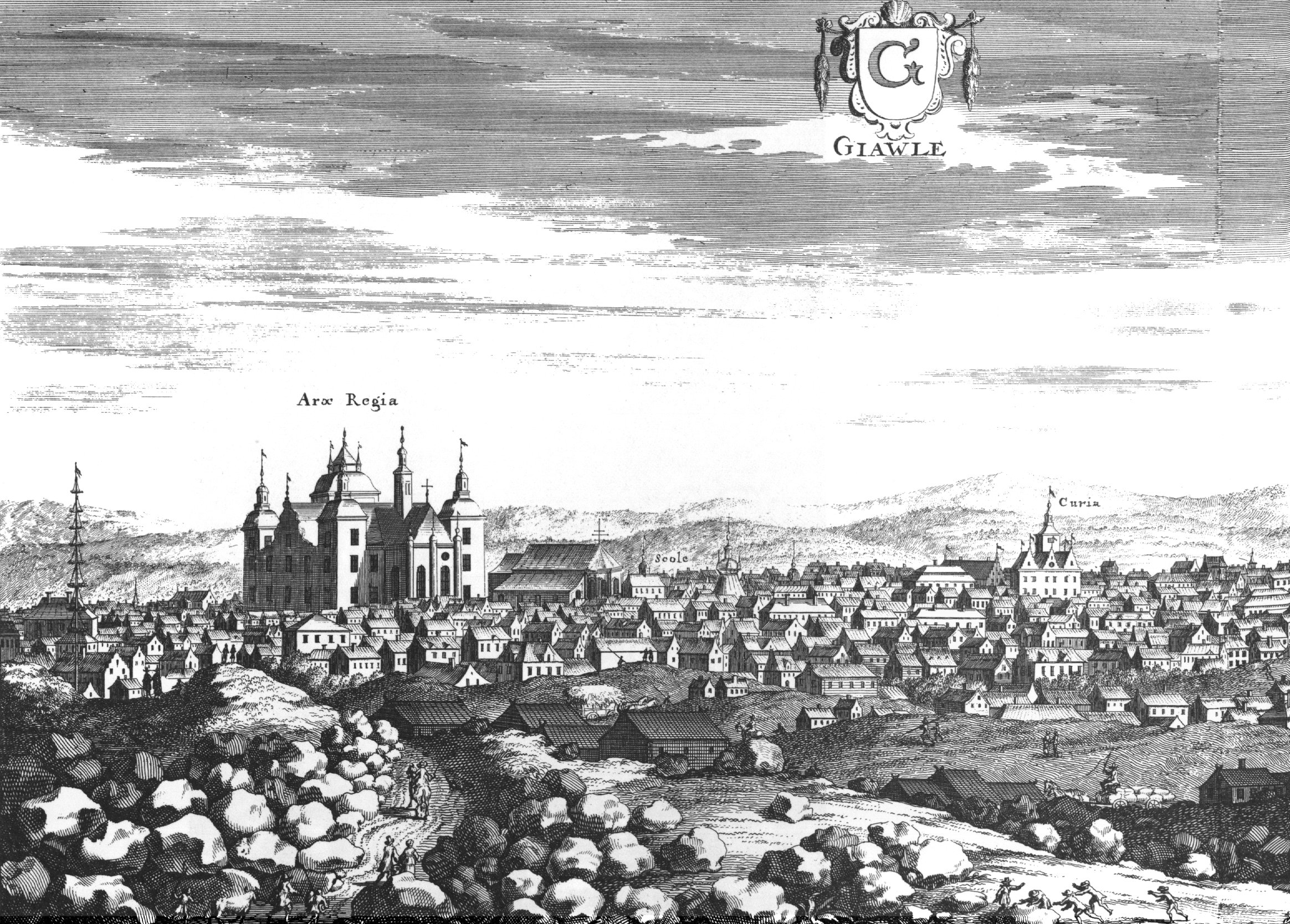
Герб на гравюрі з панорамою міста Євле (біля 1700 р.)

Новий герб міста Євле отримав королівське затвердження 1941 року. 
Після адміністративно-територіальної реформи, проведеної в Швеції на початку 1970-х років, муніципальні герби стали використовуватися лишень комунами. Цей герб був перебраний для нової комуни Євле. Були пропозиції збільшити кількість якорів до п’яти за кількістю адміністративно-територіальних одиниць, які увійшли до складу комуни (місто Євле та чотири ландскомуни — Гамронге, Гедесунда, Гілле та Вальбу). Однак ця пропозиція не була підтримана і герб залишився без змін з трьома якорями.
Герб комуни офіційно зареєстровано 1974 року.

## Опис (блазон)
У синьому полі срібна хвиляста балка, над і під якою три золоті якорі (2:1).

## Зміст
Хвиляста балка вказує на розташування Євле над Балтійським морем. Якорі підкреслюють роль портового міста. 